# Rhaphidophora moluccensis
Rhaphidophora moluccensis — вид квіткових рослин із родини Araceae, роду Rhaphidophora. Це ліана, рідним ареалом якої є Молуккські острови.